# Chenôves
Chenôves – miejscowość i gmina we Francji, w regionie Burgundia-Franche-Comté, w departamencie Saona i Loara.
Według danych na rok 1990 gminę zamieszkiwały 194 osoby, a gęstość zaludnienia wynosiła 18 osób/km² (wśród 2044 gmin Burgundii Chenôves plasuje się na 717. miejscu pod względem liczby ludności, natomiast pod względem powierzchni na miejscu 878.).